# Silverborstsvansar
Silverborstsvansar (Zygentoma) är en ordning i klassen insekter och består av tre familjer. De utgörs tillsammans av 370 arter. Ibland räknas dessa djur till underklassen Apterygota men denna systematiska indelning är omstridd. Innan Zygentoma fick status som en egen ordning ansågs silverborstsvansar tillsammans med hoppborstsvansar bilda en nu avskaffad ordning Thysanura, fjällborstsvansar. 

## Utseende
De flesta arter når en kroppslängd på 7-15 millimeter. Acrotelsa galapagoensis som lever på Galapagosöarna blir inklusive "svansen" 26 millimeter lång. 
Den flacka kroppen är oftast täckt med silverfärgade fjäll. Dessa djur har ofta långa antenner och små eller inga ögon. Den bakre delen av kroppen består av elva segment och längst bak finns tre långa antennliknande utskott.

## Ekologi
Silverborstsvansar föredrar mörka platser och vistas ibland i närheten av människan. I naturen förekommer de ofta under stenar, nere i marken eller i stackar byggda av myror och termiter.
Fortplantningen sker inte genom direkt kontakt mellan hannar och honor. Hannarna tillverkar ett nät och lämnar sin sperma på det. Honorna upptar sperman när de passerar väven.

## Förekomst i Sverige
Det finns tre arter av silverborstsvansar i Sverige: ugnssmyg (Thermobia domestica), långsprötad silverfisk (Ctenolepisma longicaudata) och silverfisk (Lepisma saccharina).

## Namn
Även familjen Lepismatidae som tillhör ordningen bär det svenska trivialnamnet silverborstsvansar.